# Guglielmo I di Warenne
Guglielmo I di Warenne (1024 ? – 1088) è stato un militare normanno, che combatté nella battaglia di Hastings e divenne grande proprietario di terre in Inghilterra.

## Biografia
Egli era figlio di Rodolfo II di Warenne e pronipote della duchessa Gunnora di Normandia moglie del duca Riccardo I di Normandia.
Il cognome de Warenne deriva dal centro abitato chiamato Varenne posto sulle rive del fiume Varenne che scorreva nel territorio che Guglielmo acquisì i nell'Alta Normandia nell'odierna regione di Bellencombre.
Guglielmo ebbe un ruolo fondamentale nel proteggere le terre del futuro re d'Inghilterra, Guglielmo il Conquistatore dall'invasione tentata dal re di Francia nel febbraio 1054 sfociata nella battaglia di Mortemer. Dopo questa battaglia Roger de Mortemer perse molte delle sue terre che il duca assegnò a Guglielmo.
Guglielmo fu uno dei nobili che consigliarono il duca Guglielmo quando egli decise di invadere l'Inghilterra. Egli combatté ad Hastings e per ricompensa ricevette le terre di  Lewes nel Sussex, e successivamente in ben altre 12 contee. Costruì Castelli a Lewes (Sussex), Reigate (Surrey), Castle Acre (Norfolk) e Conisbrough in Yorkshire. Egli fu uno dei più grandi possessori di terre in Inghilterra con possedimenti in 12 contee.
Combatté contro i ribelli all'isola di Ely nel 1071 dove poté realizzare il suo grande desiderio di uccidere Hereward the Wake che aveva assassinato suo fratello l'anno precedente.
Guglielmo fu fedele a Guglielmo II, ed è probabile che nei primi mesi del 1088 che sia stato creato duca del Surrey. Egli morì di lì a poco a seguito delle gravi ferite che aveva subito nella battaglia del 1088. Alla sua morte si stima che i suoi beni valessero circa 74 miliardi di sterline di oggi.

## Famiglia
Egli si sposò due volte:
- la prima con, Gundred (Latino: Gundrada), sorella di Gerbod il Fiammingo, duca di Chester

- la seconda con la sorella di Richard Gouet.

## Figli di Guglielmo e Gundred
- Guglielmo di Warenne, II conte di Surrey
- Edith di Warenne che sposò Gerard de Gournay
- Reynold di Warenne, che ereditò terre dalla madre nelle Fiandre e morì prima del 1118